# Pod Bubnowem
Pod Bubnowem – część wsi Sęków w Polsce położona w województwie lubelskim, w powiecie włodawskim, w gminie Urszulin.
W latach 1975–1998 Pod Bubnowem administracyjnie należało do województwa chełmskiego.